# 수출의다리

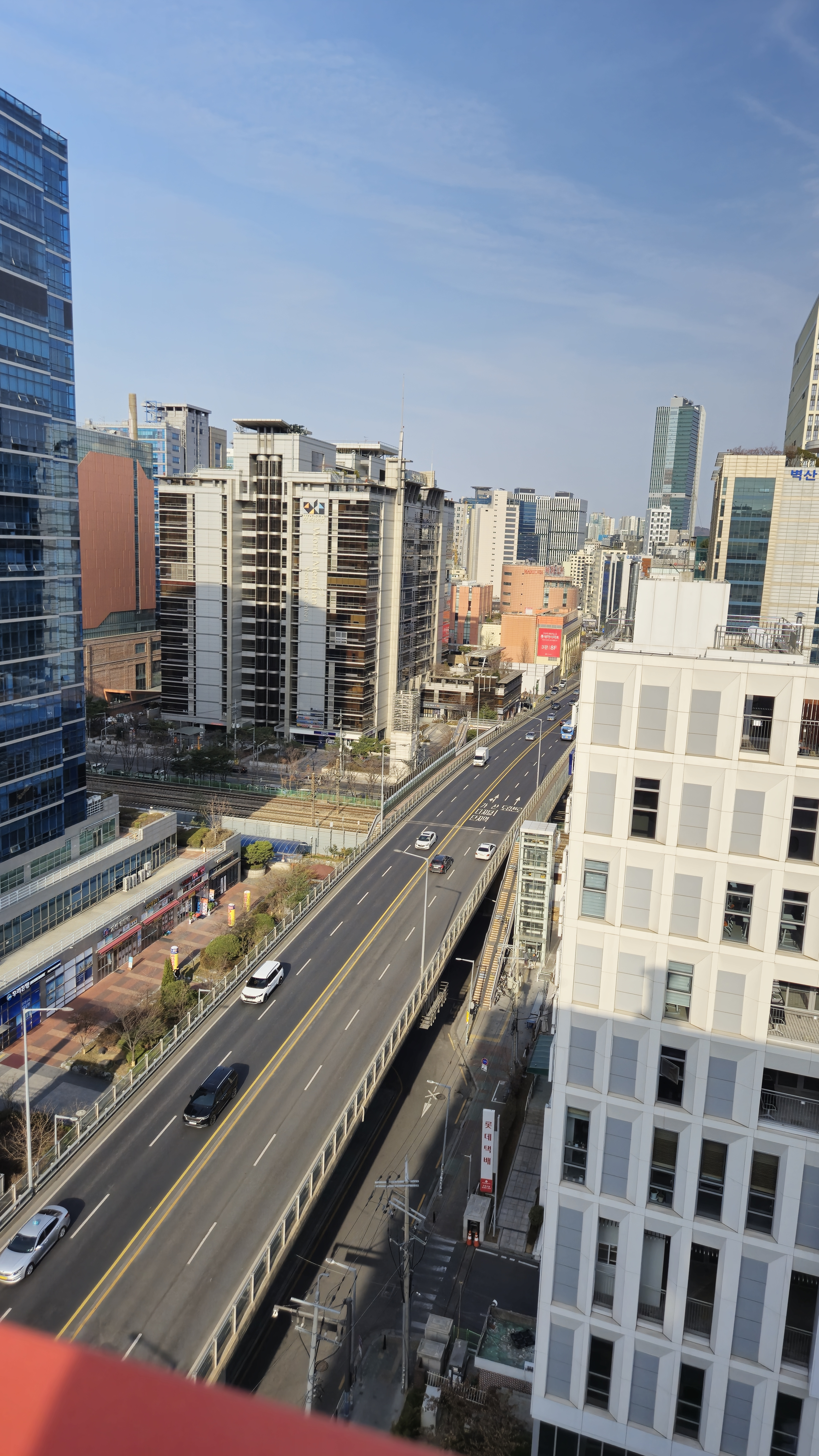
가산동 수출의다리(SK트윈타워 측면)

수출의 다리는 서울특별시 금천구 가산동에 소재하고 있으며, 디지털로에 걸쳐 고가도로 교량형태로 설치된 도로시설물이다. 1970년 5월에 착공하여, 12월에 준공하였다.

## 개요
수출의다리는 디지털로의 철산대교(광명측)에서 가산로까지 뻗어가는 방향에 있다. 현재는 왕복 4차선 확장공사가 이루어져, 옹벽구간을 포함한 167m 총연장 500m의 왕복 4차선 고가확장 도로로 건설 되었다.
1970년 구로공단의 물류를 원할하게 하기 위해서 건축시설물이 구성되었으며, 서울서부권의 산업의 흐름을 담당하는 도로시설물이 되었다. 2024년 ~ 2025년 기준 통행복잡성이 높은 관계로 디지털3단지-두산길간 지하차도 건설을 통해서 과밀해소를 위한 과정이 이루어질 정도로 물류, 유통 관련 시설, 기업, 공장 등이 밀집되어 이용되고 있다.

## 사진

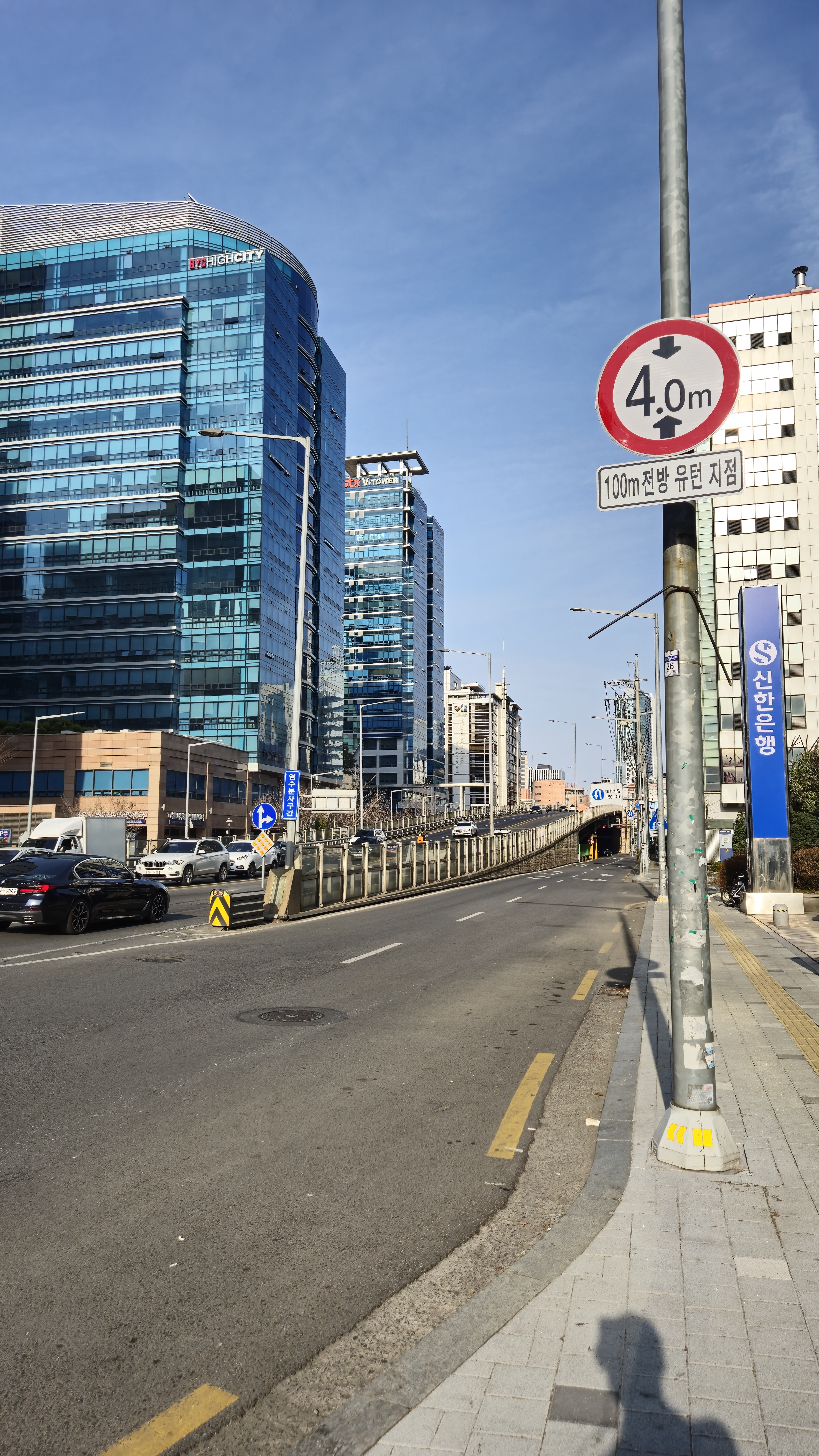
입구정면
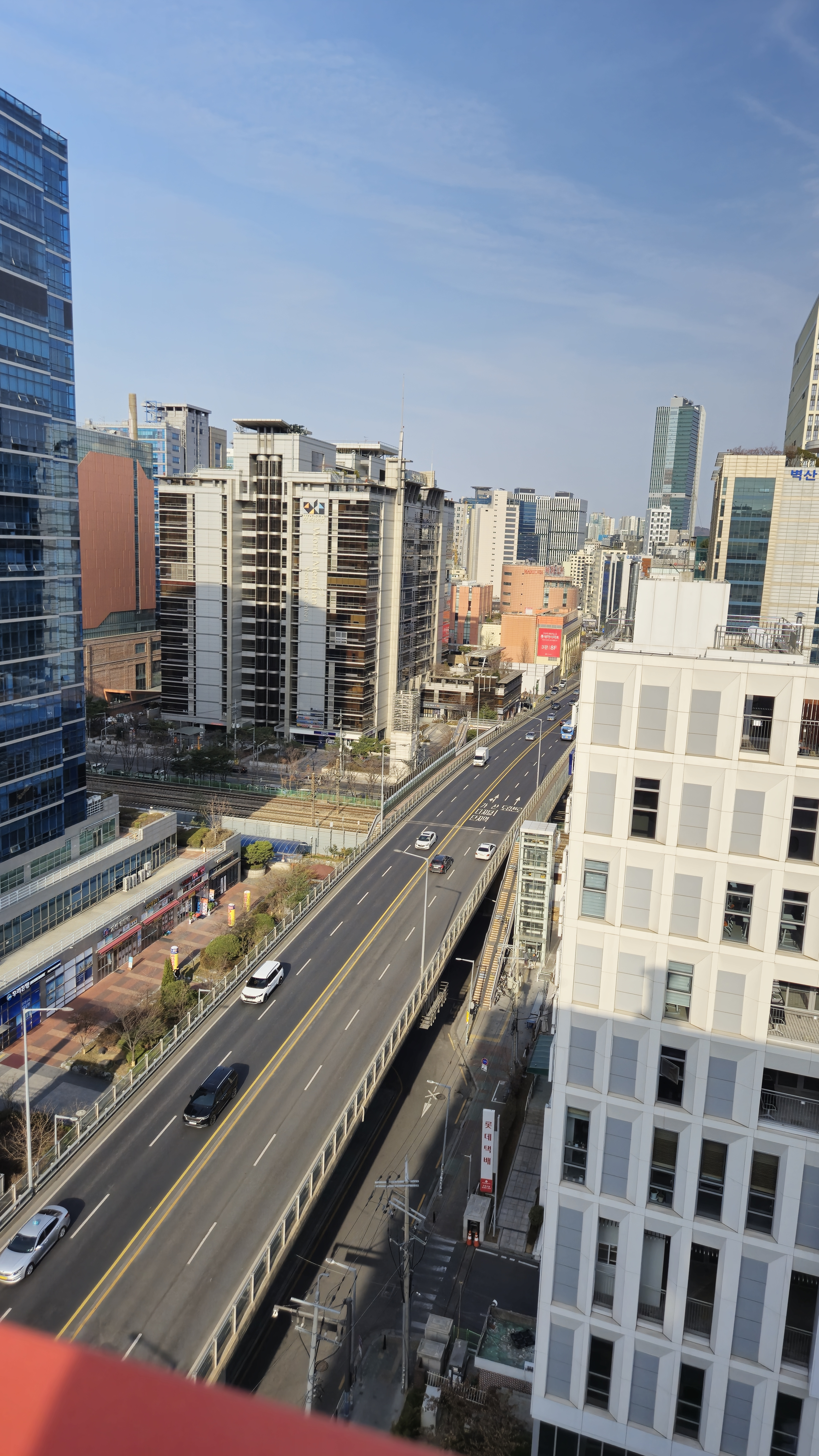
벚꽃로, 가산로 방향

## 인접도로
수출의 다리는 디지털로, 가산디지털1로, 가산디지털2로, 벚꽃로 등이 있으며, 디지털로 내에 속한 도로시설물이다.

## 인근건물
- STXV타워
- 금천구 서울청소년센터
- SK트윈타워

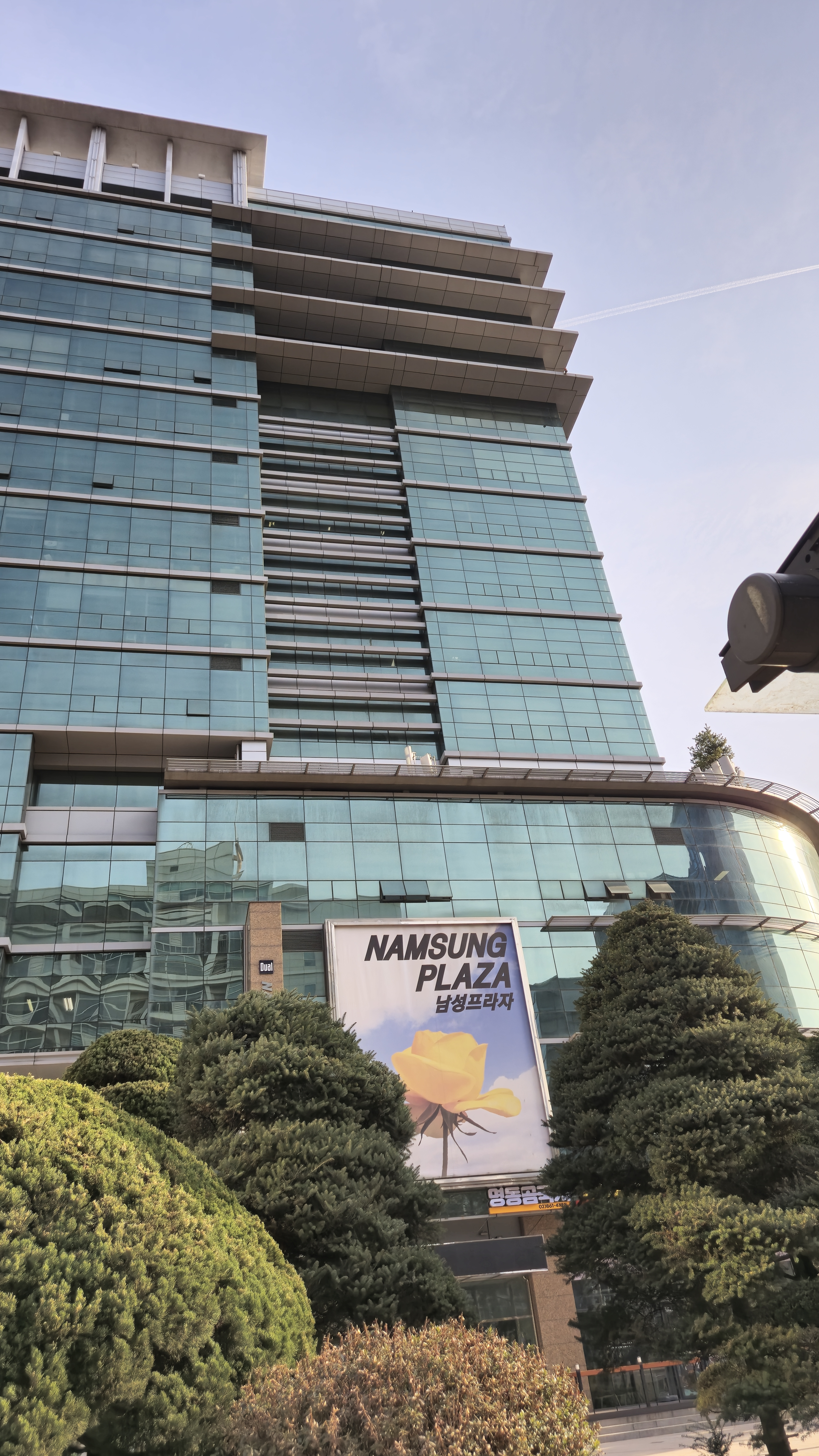
남성프라자
- 롯데IT캐슬
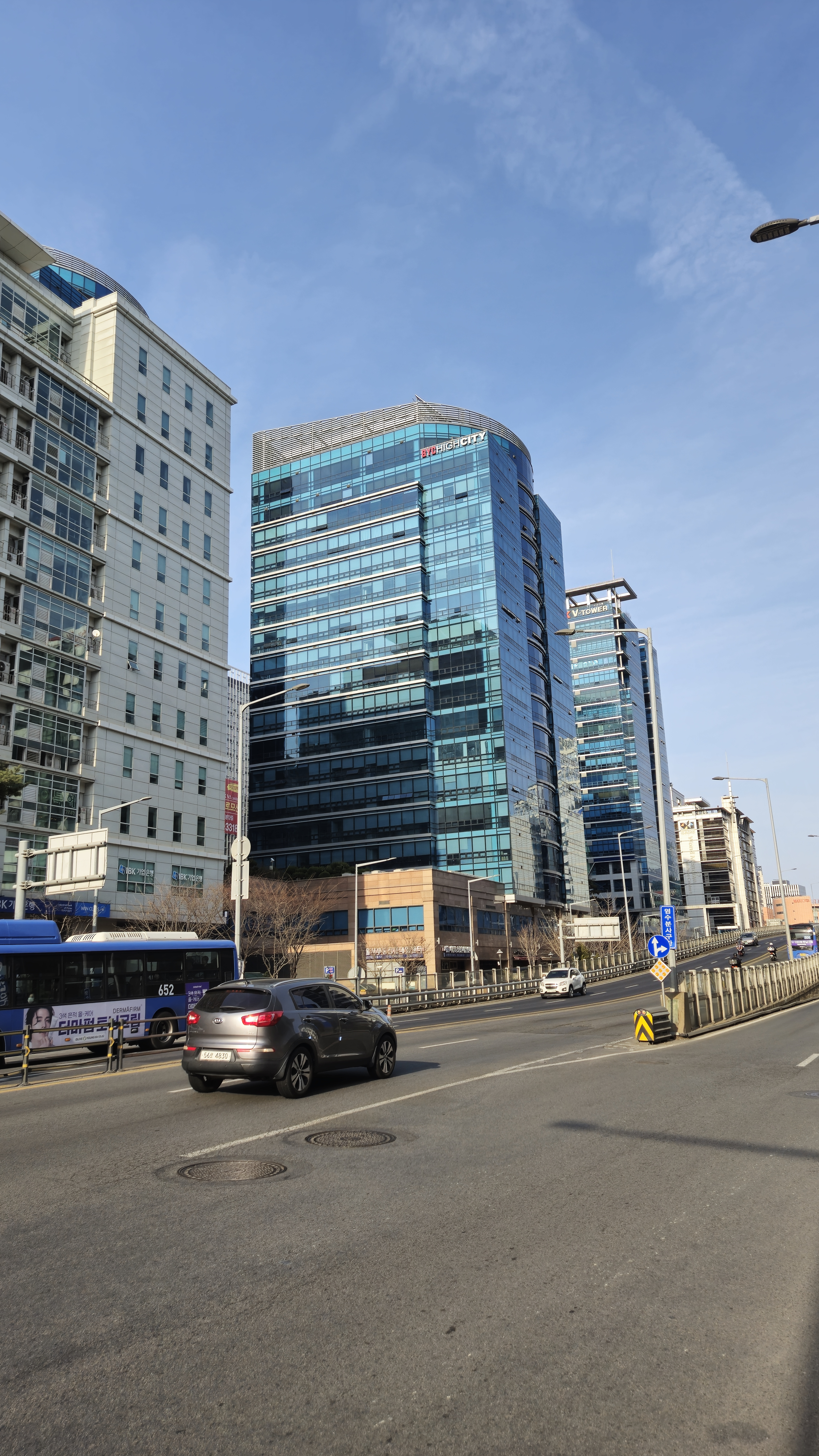
BYC하이시티
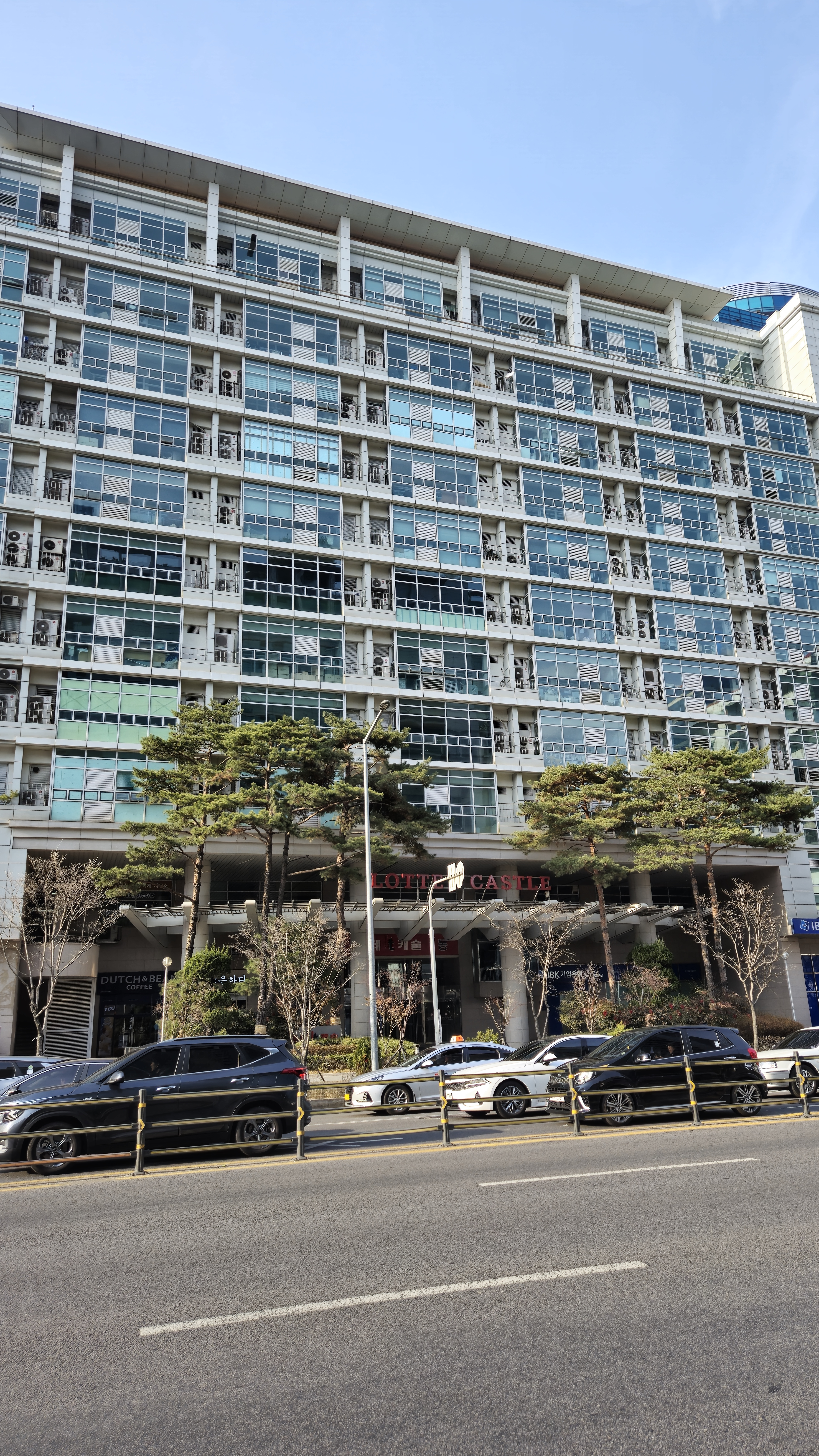
롯데IT캐슬

- 벽산디지털밸리5차
- 월드메르디앙벤처센터
- 한국정보기술연구원
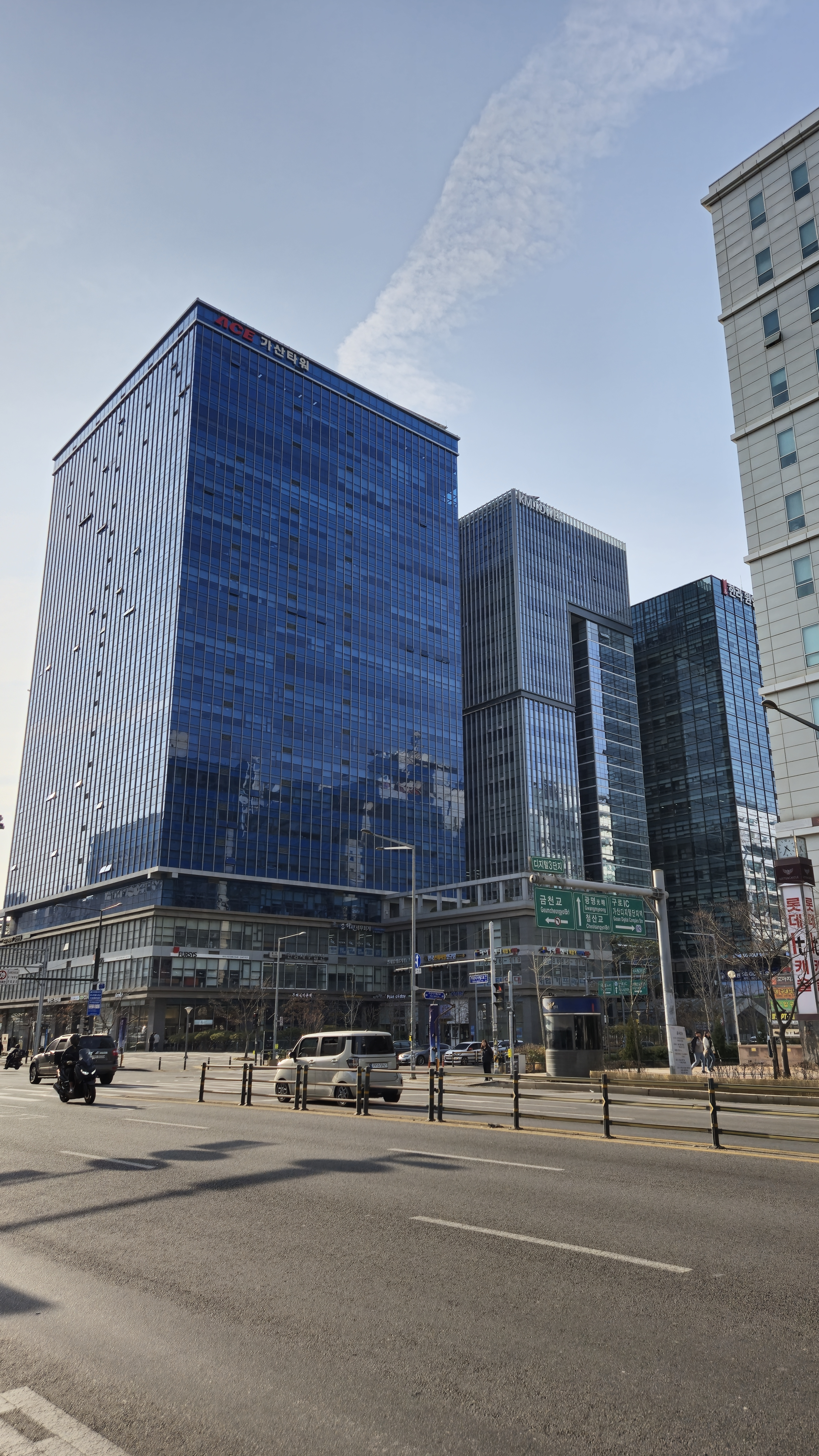
에이스가산타워
- 한진택배

- 남성프라자
- BYC하이시티
- 롯데IT캐슬
- 에이스가산타워(ACE가산타워)